# Liboměřice
Liboměřice település Csehországban, a Chrudimi járásban. Liboměřice Mladoňovice, Rabštejnská Lhota, Bojanov, Krásné, Libkov, Křižanovice és Licibořice településekkel határos. Lakosainak száma 171 fő (2024. január 1.).

## Népesség
A település lakosságának változását az alábbi diagram mutatja:
| Lakosok száma | 352  | 350  | 317  | 232  | 153  | 127  | 150  | 152  | 157  | 171  |
|               | 1869 | 1890 | 1921 | 1950 | 1980 | 2001 | 2017 | 2019 | 2022 | 2024 |